# Goudriaan
Goudriaan é uma cidade dos Países Baixos, na província de Holanda do Sul. Goudriaan pertence ao município de Molenwaard, e está situada a.
Em 1 de janeiro de 2006, a cidade de Goudriaan tinha 843 habitantes. A área urbana da cidade é de 0.028 km², e tem 309 residências.